# House of Cards (serie de televisión británica)
Para la adaptación estadounidense de la serie de 2013, véase House of Cards (serie de televisión).
House of Cards es una serie de televisión británica de suspenso político en cuatro episodios que data de 1990 y está ambientada tras el final del mandato de Margaret Thatcher como primera ministra del Reino Unido. Fue televisada por la BBC del 18 de noviembre al 9 de diciembre de 1990. Se estrenó con gran éxito de crítica y reconocimiento popular por su guion, dirección e interpretaciones y es considerada como una de las mejores series de la televisión británica de todos los tiempos.
La historia se centra en el repentino y manipulador ascenso al poder del maquiavélico jefe del grupo parlamentario del Partido Conservador, Francis Urquhart, del ala derecha del partido, quien se siente frustrado porque no logra ascender tras la dimisión de Margaret Thatcher y el gobierno moderado que la sucede. Concibe un plan calculado y meticuloso para derrocar al nuevo primer ministro y sustituirlo, de la misma manera que Ricardo III en la obra de teatro de Shakespeare (a quien cita a menudo). Durante este prolongado y despiadado golpe, su vida se complica por su relación con la joven reportera Mattie Storin, a quien utiliza para filtrar información confidencial. La respuesta a la pregunta acerca de si el final de la serie es una tragedia (en la misma línea que obras como Macbeth) se deja al espectador.
Andrew Davies adaptó la historia de la novela homónima de 1989 escrita por Michael Dobbs, antiguo jefe de gabinete de la sede del Partido Conservador. Neville Teller también dramatizó la novela de Dobbs para el Servicio Mundial de la BBC en 1996 con dos secuelas televisivas (To Play the King y The Final Cut). El tema musical de apertura y cierre de esta serie de televisión se titula Francis Urquhart's March y está compuesto por Jim Parker.
House of Cards ocupó el puesto número 84 en la lista del Instituto de Cine Británico de los 100 mejores programas de la televisión británica en el año 2000. En el 2013, la serie y la novela de Dobbs sirvieron de base para una adaptación estadounidense ambientada en Washington D.C., encargada y estrenada por Netflix como el primer programa de televisión distribuido por un importante servicio de televisión por internet (streaming) de la historia. Esta versión también se tituló House of Cards y estuvo protagonizada por Kevin Spacey y Robin Wright.

## Sinopsis
El antihéroe de House of Cards es Francis Urquhart, un personaje ficticio interpretado por Ian Richardson y que representa al jefe del grupo parlamentario del Partido Conservador. La trama trata acerca de su ardid manipulador e inmoral para convertirse en líder del partido gobernante y, por tanto, en primer ministro del Reino Unido.
Michael Dobbs no tenía previsto escribir el segundo ni el tercer libro, ya que Urquhart muere al final de la primera novela. El guion de la dramatización de House of Cards realizada por la BBC es distinto al libro y, por tanto, permite realizar más series en el futuro. Dobbs escribió dos libros posteriores, To Play the King y The Final Cut, que fueron televisados en 1993 y 1995, respectivamente.
Se dice que House of Cards se inspiró en las obras Macbeth y Ricardo III de Shakespeare, ambas protagonizadas por personajes que han sido corrompidos por el poder y la ambición. Según Richardson, quien tenía formación shakesperiana, su interpretación de Urquhart se basó en la descripción que hizo Shakespeare de Ricardo III.
A menudo, Urquhart le habla al público a través de la cámara, lo que se conoce como "romper la cuarta pared".

## Trama
El Partido Conservador, en el poder, está a punto de elegir a un nuevo líder. Francis Urquhart, el jefe del grupo parlamentario del gobierno en la Cámara de los Comunes, les presenta los contendientes a los espectadores, antes de que salga victorioso Henry Collingridge, el Secretario de Estado de Medio Ambiente.  Urquhart desprecia a Collingridge, quien encarna el ascenso de las clases medias bajas en la era de Thatcher. Urquhart finge respeto y espera ser ascendido a un alto cargo en el Gabinete. Tras las elecciones generales, el partido se aferra al poder por un estrecho margen. Urquhart propone una renovación de gabinete de la extrema derecha, que incluya su propio ascenso a Ministro del Interior. Sin embargo, Collingridge no realiza ningún cambio, sino que confía por completo en el consejo del presidente de su partido, Lord "Teddy" Billsborough. Urquhart decide expulsar a Collingridge.
Urquhart comienza una aventura amorosa con Mattie Storin, una corresponsal política novata de un tabloide de tendencia conservadora, The Chronicle. Esto permite que Urquhart manipule a Mattie para sesgar a su favor la cobertura que esta les dé a los acontecimientos. Otro peón es Roger O'Neill, el asesor de relaciones públicas del partido, adicto a la cocaína, a quien Urquhart chantajea para que filtre los recortes presupuestarios previstos y así humillar a Collingridge durante la sesión de Preguntas al primer ministro. Más adelante, Urquhart culpa a Billsborough de haber filtrado una encuesta que muestra una reducción en los números de los conservadores, lo que lleva a Collingridge a despedir a Billsborough.
Como la imagen de Collingridge se resiente, Urquhart anima a Patrick Woolton, el soez y lascivo Secretario de Relaciones Exteriores, y a Benjamin Landless, el igualmente desagradable propietario del Chronicle, a que apoyen su destitución. También se hace pasar por el hermano alcohólico de Collingridge para negociar con acciones y beneficiarse de información anticipada que ha recibido el gobierno de manera confidencial. Collingridge es acusado falsamente de abuso de información privilegiada y se ve obligado a dimitir.
En la subsiguiente lucha por el liderazgo, Urquhart finge no querer presentarse antes de anunciar su candidatura. Urquhart se asegura de que sus competidores abandonen la carrera: El Secretario de Sanidad, Peter MacKenzie, se retira luego de haber atropellado por accidente con su vehículo a un manifestante durante una protesta organizada por Urquhart. Mientras tanto, Urquhart chantajea al Secretario de Educación, Harold Earle, para que se retire luego de enviarle de manera anónima fotos suyas en compañía de un prostituto a quien Earle había pagado por sexo.
En la primera votación, Urquhart se enfrenta a Woolton y a Michael Samuels, el moderado Secretario de Medio Ambiente. Urquhart elimina a Woolton mediante un prolongado ardid: en la convención política del partido, presiona a O'Neill para que convenza a su amante, Penny Guy, de que se acueste con Woolton en su suite, lo que Urquhart graba a través de un maletín rojo ministerial con un micrófono oculto. La grabación revela que Woolton hace caso omiso de las súplicas de Guy para que se detenga y que Woolton la viola aparentemente. Cuando Woolton recibe la grabación, se le hace creer que Samuels está detrás de la confabulación y entonces apoya a Urquhart en la contienda. Urquhart también recibe el apoyo de Collingridge, que no está al tanto del papel que ha desempeñado Urquhart en su propia ruina. Samuels se ve obligado a abandonar la contienda cuando los tabloides revelan que apoyó causas izquierdistas en su época de estudiante.
Al notar contradicciones en las acusaciones contra Collingridge y su hermano, Mattie empieza a investigar más a fondo, a la vez que va enamorándose de Urquhart, lo que la ciega ante el posible papel que ha desempeñado él. Por orden de Urquhart, O'Neill vandaliza el vehículo de Mattie y lanza un ladrillo por su ventana que contiene una carta amenazadora. O'Neill se siente cada vez más incómodo ante lo que se le ha pedido que haga, mientras se va tornando más inestable debido a su adicción. Cuando amenaza con acudir a la policía, Urquhart le invita a su casa de Hampshire y le promete el título de sir. Allí, O'Neill se embriaga por completo antes de desmayarse. Urquhart mezcla la cocaína de O'Neill con veneno para ratas. Más tarde, en el baño de una estación de servicio en los alrededores, O'Neill toma la cocaína, lo que le causa la muerte.
El colega de Mattie, John Krajewski, insiste en que Urquhart era el único con los medios, el motivo y la oportunidad. Sabiendo que Urquhart, como el jefe de la bancada, era hábil para conseguir información lo bastante confidencial como para chantajear a casi cualquiera, Mattie se da cuenta de que él es el responsable de la muerte de O'Neill y de la ruina de sus rivales. Se enfrenta a Urquhart en la azotea del Palacio de Westminster y le exige que le confirme si fue él quien mató a Roger O'Neill. Tras admitirlo todo, Urquhart la lanza del tejado y le causa la muerte. Su cuerpo cae en el techo de una camioneta que estaba estacionada abajo. Una persona—a quien el espectador no ve—recoge la grabadora de Mattie, que ella había estado usando para grabar sus conversaciones con Urquhart. En el último episodio de la serie, se muestra a Urquhart cuando derrota a Samuels en la segunda votación por el liderazgo y lo conducen al Palacio de Buckingham para invitarle a formar gobierno.

## Diferencias entre la novela y la serie
En la primera novela, pero no en la serie de televisión:
- Urquhart nunca le habla directamente al lector; el personaje está escrito únicamente en la perspectiva de tercera persona.
- Cuando está solo, Urquhart se muestra mucho menos seguro de sí mismo y decidido.
- Mattie Storin trabaja para The Daily Telegraph. (En la serie de televisión, es periodista del diario ficticio Chronicle).
- Mattie Storin no mantiene ninguna relación con Urquhart; ni siquiera habla con él con frecuencia. Sin embargo, sí mantiene una relación sexual con John Krajewski.
- La esposa de Urquhart se llama Miranda y es un personaje secundario que no participa en sus planes. (En las novelas posteriores, To Play the King y The Final Cut, no obstante, se llama "Elizabeth" y desempeña un papel más importante, como en la serie de televisión).
- La convención del Partido Conservador se celebra en Bournemouth. (En la serie de televisión, se realiza en Brighton).
- En la adaptación a la pantalla se introduce el personaje secundario Tim Stamper.
- El prostituto de Earle aparece en persona en un importante discurso de este, distrayéndole. Más adelante, unos periodistas acosan a Earle luego de haber sido informados de su indiscreción.
- En la escena final del enfrentamiento, Urquhart se lanza desde la azotea y Mattie sobrevive.

Antes de que la serie se reeditara en 2013 para coincidir con el estreno de la versión estadounidense de House of Cards, Dobbs reescribió partes de la novela para adecuarla a la serie de televisión y restablecer la continuidad entre los tres libros. En la versión de 2013:
- Urquhart asesina a Mattie Storin al lanzarla desde la azotea después de que ella lo confronta acerca de sus acciones.
- Mattie Storin no grita "¡Papi!" al caer.
- Urquhart encubre el asesinato de Mattie Storin alegando que era una acosadora obsesionada y que padecía de una enfermedad mental. Además, promete que una de sus prioridades será el tema de la salud mental entre los jóvenes.
- Mattie Storin trabaja para el periódico The Chronicle, de acuerdo con la serie de televisión.
- Miranda, la esposa de Urquhart, pasa a llamarse Mortima.
- Tim Stamper, aunque presente en la serie, no aparece en la versión revisada de la novela.
- Urquhart se dirige al público en forma de epígrafes al principio de cada capítulo (la novela original no contiene capítulos).

## Acogida
El primer episodio de la serie de televisión se emitió por casualidad dos días antes de la votación por el liderazgo del Partido Conservador. En una época de "desilusión con la política", la serie "capturó el estado de ánimo de la nación".
En 1990, Ian Richardson ganó el premio al mejor actor de la Academia Británica de las Artes Cinematográficas y de la Televisión por su papel de Urquhart, mientras que Andrew Davies ganó un Emmy al mejor guion de miniserie.
La serie ocupó el puesto número 84 en la lista del Instituto de Cine Británico de los 100 mejores programas de la televisión británica.

## Adaptación estadounidense
La trilogía Urquhart ha sido adaptada en Estados Unidos con el título House of Cards. El programa está protagonizado por Kevin Spacey en el papel de Francis "Frank" Underwood, el líder de la bancada mayoritaria del Partido Demócrata en la Cámara de Representantes de los EE. UU., que teje intrigas y comete asesinato para convertirse en Presidente de los Estados Unidos. Está producido por David Fincher y la productora Trigger Street Productions, de Spacey, y los primeros episodios están dirigidos por Fincher.
La serie, producida y financiada por el estudio independiente Media Rights Capital, fue una de las primeras incursiones de Netflix en programación original. La primera temporada se puso a disposición en línea el 1 de febrero de 2013. La serie se rodó en Baltimore, Maryland. La primera temporada fue aclamada por la crítica y obtuvo cuatro nominaciones a los Globos de Oro, que incluyeron mejor drama, mejor actor, mejor actriz y mejor actor de reparto, con Robin Wright resultando ganadora como mejor actriz. También obtuvo nueve nominaciones a los Premios Primetime Emmy, de las que ganó tres, y fue el primer programa emitido únicamente a través de un servicio de streaming por Internet en obtener nominaciones.

## En la cultura popular
Esta serie dramática introdujo y popularizó la frase: You might very well think that; I couldn't possibly comment. Era una declaración confirmativa que no confirmaba nada y Urquhart la utilizaba cuando no deseaba que se supiera que estaba de acuerdo con una declaración principal, haciendo hincapié ya fuese en la palabra "I"  o en "possibly", según la situación. Después de haberse estrenado la serie, esta frase incluso se utilizó en la Cámara de los Comunes, la Cámara de los Lores y las Comisiones Parlamentarias. El propio Príncipe Carlos (tal como se le conocía en ese entonces) pronunció la frase en respuesta a una pregunta provocadora de un periodista en el 2014.
En la adaptación televisiva de la novela Papá Puerco, de la serie Mundodisco de Terry Pratchett, se incluyó una variante de la frase para el personaje de La Muerte como un chiste interno, ya que Richardson fue quien le dio voz al personaje.
Otra variante fue utilizada por Nicola Murray, un personaje ficticio que representa una ministra del gobierno británico, en el episodio final de la tercera temporada de The Thick of It.
En la adaptación estadounidense, la frase es utilizada por Frank Underwood en el primer episodio durante su encuentro inicial con Zoe Barnes, la homóloga estadounidense de Mattie Storin.